# Droga wojewódzka 173
Die Droga wojewódzka 173 (DW 173) ist eine Woiwodschaftsstraße in Polen, die die Stadt Połczyn-Zdrój und die Stadt Drawsko Pomorskie verbindet. Die Gesamtlänge beträgt 36 Kilometer. 
Die Straße führt durch Woiwodschaft Westpommern  und deren zwei Kreise: Świdwin und Drawsko Pomorskie.

## Quelle
- Zarządzenie Nr. 74 Generalnego Dyrektora Dróg Krajowych i Autostrad z dnia 2 grudnia 2008 r.